# Christina Scheib
Christina Scheib (* 1985 in Penzberg) ist eine deutsche Berufskraftfahrerin. Sie setzt sich für bessere Arbeitsbedingungen sowie mehr Sichtbarkeit von Frauen in der Transportbranche ein.

## Leben
Christina Scheib wurde 1985 in Penzberg geboren. Nach der Schule absolvierte sie eine Ausbildung zur Medizinischen Fachangestellten und arbeitete als Büroangestellte, bevor sie sich entschloss, Kraftfahrerin zu werden.
Scheib besitzt seit 2009 einen LKW-Führerschein und ist seit 2011 im Kraftfahrerberuf tätig. 2020 machte sie sich mit einem eigenen Transportunternehmen selbstständig. Ihre pink-schwarzen Scania-Zugmaschinen Bella und Leonella sind ihr Markenzeichen.
Als Frauenbotschafterin, Branchenvertreterin und Unterstützerin sozialer Projekte engagiert sie sich aktiv für die Belange von Berufskraftfahrern. Neben Charity-Auftritten, Toter-Winkel-Aktionen an Schulen, einem gemeinsamen Auftritt mit der Gewerkschaft der Polizei sowie Kooperationen mit Unternehmen zur Nachwuchsförderung setzt sie sich gezielt für bessere Arbeits- und Rahmenbedingungen in der Branche ein. Zudem wirkt sie beim Women-Workshop des Lkw-Herstellers MAN mit und bringt ihre Erfahrungen in die Gestaltung moderner Lkw-Kabinen ein. Seit 2019 ist Scheib Botschafterin für LKW-Fahrerinnen des Bundesverband Güterkraftverkehr Logistik und Entsorgung.
Scheib lebt in Gmund am Tegernsee.

## Medienpräsenz
Scheib wurde durch Reality-TV-Formate bekannt. Sie wirkte in Asphalt-Cowboys (DMAX; 2017–2025), Trucker Babes – 400 PS in Frauenhand (Kabel 1; 2018) und Euro Truckers – immer auf Achse (DMAX) mit. Diese Formate zeigen ihren Arbeitsalltag. Weitere TV-Auftritte: 
- Sat.1 Bayern: LKW im Straßenverkehr zusammen mit dem ADAC (Juli 2025)
- Bayerischer Rundfunk: "Stationen" Frauen in der Logistik (2024)
- Bayerischer Rundfunk: Wir in Bayern (15. Juli 2020)
- Bayern 1 Blaue Couch (7. Februar 2023)
- ZDF: ZDF Fernsehgarten (Folge 570, 8. August 2021)
- RTL: Stern TV